# پیاده‌روی مشاهیر ایتالیا

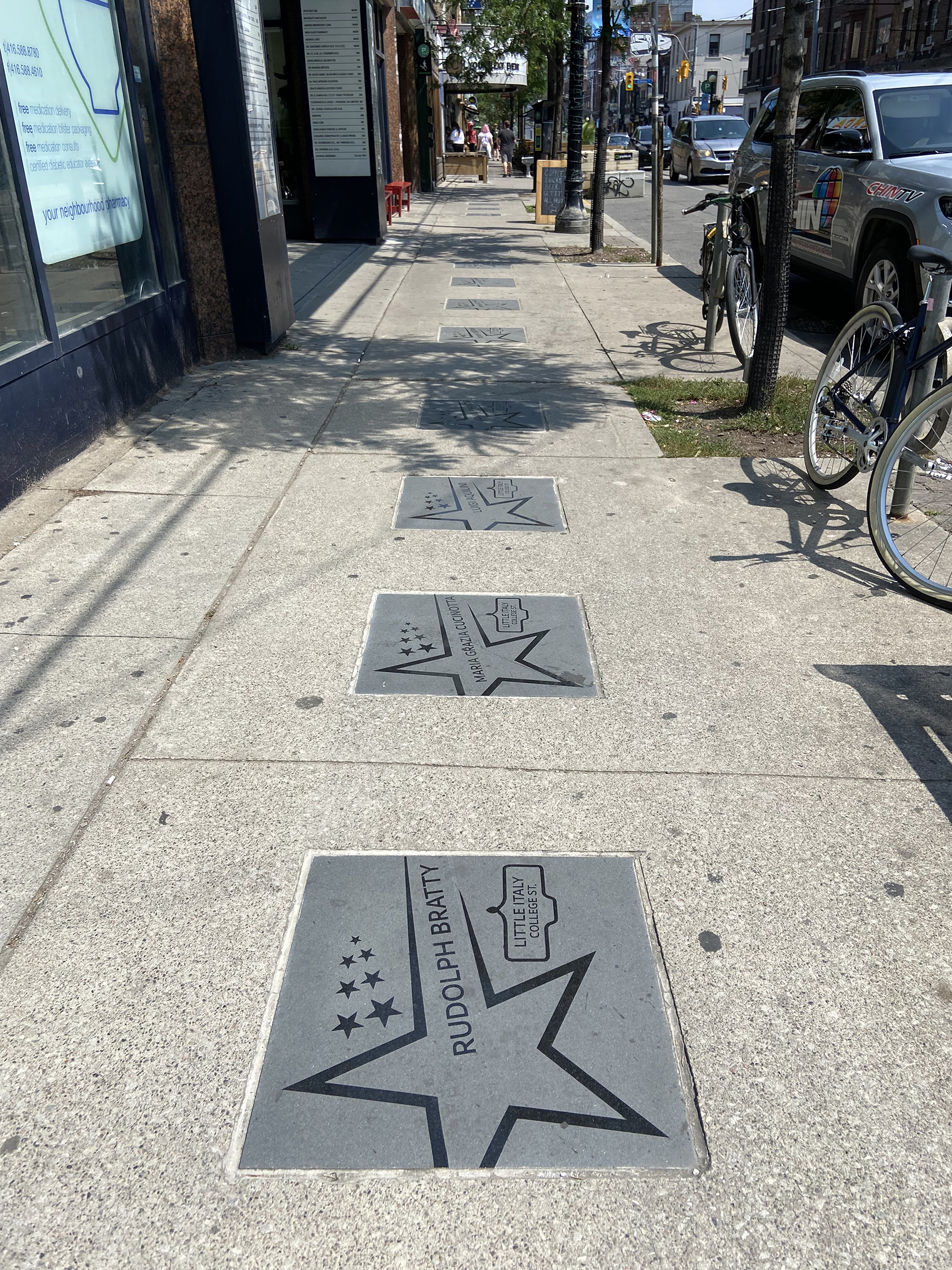
پیاده‌روی مشاهیر ایتالیا در ضلع شمالی خیابان کالج تورنتو

پیاده‌روی مشاهیر ایتالیا (انگلیسی: Italian Walk of Fame) یا به اختصار «IWOF» واقع در تورنتو، انتاریو کانادا یک پیاده‌روی مشاهیر است که موفقیت‌ها و دستاوردهای افراد موفق ایتالیایی‌تبار را قدر می‌نهد. پیاده‌روی مشاهیر در مرکز شهر در محلهٔ «لیتل ایتالی» واقع شده است. در کف این پیاده‌رو ستاره‌هایی در ضلع شمالی خیابان کالج بین خیابان گریس و خیابان کلینتون قرار گرفته‌اند.
پیاده‌روی مشاهیر ایتالیا را جیمی برتوچی و ماریسا لانگ بنیان‌گذاری کردند که در ۷ سپتامبر ۲۰۰۹ راه‌اندازی شد.

## برخی مشاهیر و سال دریافت ستاره
- ۲۰۰۹ کانی فرانسیس
- ۲۰۰۹ جانکارلو جانینی
- ۲۰۱۰ آرماند آسانته
- ۲۰۱۰ انریکو کولانتونی
- ۲۰۰۹ دین مارتین
- ۲۰۱۱ رابرتو لونگو
- ۲۰۱۱ فرانکو نرو
- ۲۰۱۱ کانی استیونز
- ۲۰۱۲ ماریا گراتسیا کوچینوتا
- ۲۰۱۲ بورلی دی آنجلو
- ۲۰۱۲ جو پانتولیانو
- ۲۰۱۳ جنیفر دیل[۱]
- ۲۰۱۳ رابرت داوی[۱]
- ۲۰۱۳ جان ساکسون[۱]
- ۲۰۱۴ جو مانتگنا[۲]